# Hot Fuzz
Hot Fuzz (prt: Esquadrão de Província ou Hot Fuzz - Esquadrão de Província; bra: Chumbo Grosso) é um filme britânico-francês de 2007, dos gêneros ação, comédia e policial, dirigido por Edgar Wright, que coescreveu o roteiro com Simon Pegg.
Hot Fuzz é o segundo na trilogia Sangue e Sorvete de Wright e Pegg e é precedido por Shaun of the Dead (2004) e seguido por The World's End (2013).

## Sinopse
Nicholas Angel é um policial londrino que por realizar tão bem seu trabalho é mal visto por seus colegas. Como resultado é enviado por seus superiores para Sandford, um pequeno vilarejo em Gloucestershire na Inglaterra, um lugar tido como sem crimes.
Mesmo antes de entrar em serviço, Angel realiza várias prisões, inclusive um homem por dirigir embriagado. Ao se apresentar ao serviço ele se surpreende que o bêbado não está mais preso, por ser Danny Butterman, filho do inspetor Frank Butterman. Danny é apaixonado por filmes de ação e frusta-se em não viver as mesmas aventuras dos heróis de Bad Boys 2 e Point Break. Já Angel, tenta se adaptar à vida tranquila do povoado.
Alguns dias depois da chegada de Angel, porem, pessoas começam a morrer misteriosamente com as cenas dos crimes sendo preparadas para parecerem acidentes. Angel logo percebe os embustes mas seu superior e companheiros da Polícia são céticos e mostram hostilidade crescente. Apenas Danny continua ao lado de Angel.

## Elenco
Serviço Policial de Sandford
- Simon Pegg...Detetive/Sargento/Inspetor Nicholas Angel
- Nick Frost...Policial/Sargento Danny Butterman
- Jim Broadbent...Inspetor Frank Butterman
- Paddy Considine...Detetive Andy Wainwright
- Rafe Spall...Detetive Andy Cartwright
- Kevin Eldon...Sgt. Tony Fisher
- Olivia Colman...Policial Doris Thatcher
- Karl Johnson...Policial Bob Walker
- Bill Bailey...Sargento Turner
- Sampson...Saxon

Aliança dos Vigilantes da Vizinhança
- Timothy Dalton...Simon Skinner
- Edward Woodward...Prof. Tom Weaver
- Billie Whitelaw...Joyce Cooper
- Eric Mason...Major Bernard Cooper
- Stuart Wilson...Dr. Robin Hatcher
- Paul Freeman...Rev. Philip Shooter
- Kenneth Cranham...James Reaper
- Maria Charles...Madame Reaper
- Peter Wight...Roy Porter
- Julia Deakin...Mary Porter
- Patricia Franklin...Annette Roper
- Lorraine Hilton...Amanda Paver
- Tim Barlow...Senhor Treacher
- Rory McCann...Michael Armstrong
- Trevor Nicholis...Greg Prosser
- Elizabeth Elvin...Sherri Prosser

Serviço de polícia metropolitano
- Martin Freeman...sargento
- Steve Coogan (não crédito)...inspetor
- Bill Nighy...Inspetor-Chefe Kenneth
- Cate Blanchett (não creditada)...Janine
- Chris Waitt...Dave
- Edgar Wright (voz não creditada)...Dave
- Joe Cornish...Bob
- Robert Popper..."Não sou Janine"

Moradores de Sandford
- Stephen Merchant...Peter Ian Staker
- Alice Lowe...Tina
- David Bradley...Arthur Webley
- Anne Reid...Leslie Tiller
- Ben McKay...Peter Cocker
- Adam Buxton...Tim Messenger
- David Threlfall...Martin Blower
- Lucy Punch...Eve Draper
- Ron Cook...George Merchant
- Edgar Wright (não creditado)...Shelf Stacker
- Joseph McManners...Gabriel
- Rory McCann...Michael Armstrong

### Participações especiais
- Cate Blanchett interpreta Janine, a ex-namorada de Angel, participando do filme por ser fã de  Shaun of the Dead[4]
- Jim Broadbent revelou interesse em Shaun e pediu um papel quando encontrou Pegg na premiação do BAFTA[5]
- Wright encontrou o diretor Peter Jackson nas filmagens de King Kong em 2005, e lhe foi sugerido uma aparição especial. Ele usa uma barba falsa e enchimentos para interpretar o Papei Noel que esfaqueia Angel na cena de abertura.[4]
- Na mesma sequência de abertura Garth Jennings pode ser visto como um traficante, havendo um acordo com Wright de fazerem participações especiais um no filme do outro[6]

## Recepção
O Metacritic, que usa uma média ponderada, atribuiu ao filme uma pontuação de 81 em 100, baseado em 37 críticos, indicando "aclamação universal".

## Produção

### Roteiro
Wright queria escrever e dirigir um filme policial (tradução livre)"na verdade não existia uma tradição de filmes policiais no Reino Unido... Nós achamos que todos os outros países tinham conseguido criar uma enquanto nós não tínhamos nenhuma ". Wright e Pegg passaram 18 meses escrevendo o roteiro. O primeiro esboço demorou 8 meses para ser desenvolvido, e, após terem sido assistidos 138 filmes relacionados com a polícia e uso de diálogos e ideias da narrativas através de 50 entrevistas com policiais, o roteiro foi completado após outros mais de 9 meses. O título foi baseado em vários de filmes de ação das décadas de 1980 e 1990, formados por duas palavras. Em uma entrevista, Wright afirmou que "queria usar um título que na verdade não tivesse muito significado...como Lethal Weapon, Point Break e Executive Decision.". Na mesma entrevista, Pegg fez a piada de que muitos títulos de filmes de ação (tradução livre) "parecem ter sido escolhidos em duas cartolas com recortes de jornais, uma com adjetivos e outra com nomes e aí alguém apenas dizia "Ok, vamos usá-lo". Pegg e Wright referem-se a Hot Fuzz como o segundo filme da "Trilogia dos Três Sabores de Cornetto", com Shaun of the Dead tendo sido o primeiro e The World's End como o terceiro.

### Preparação e filmagem

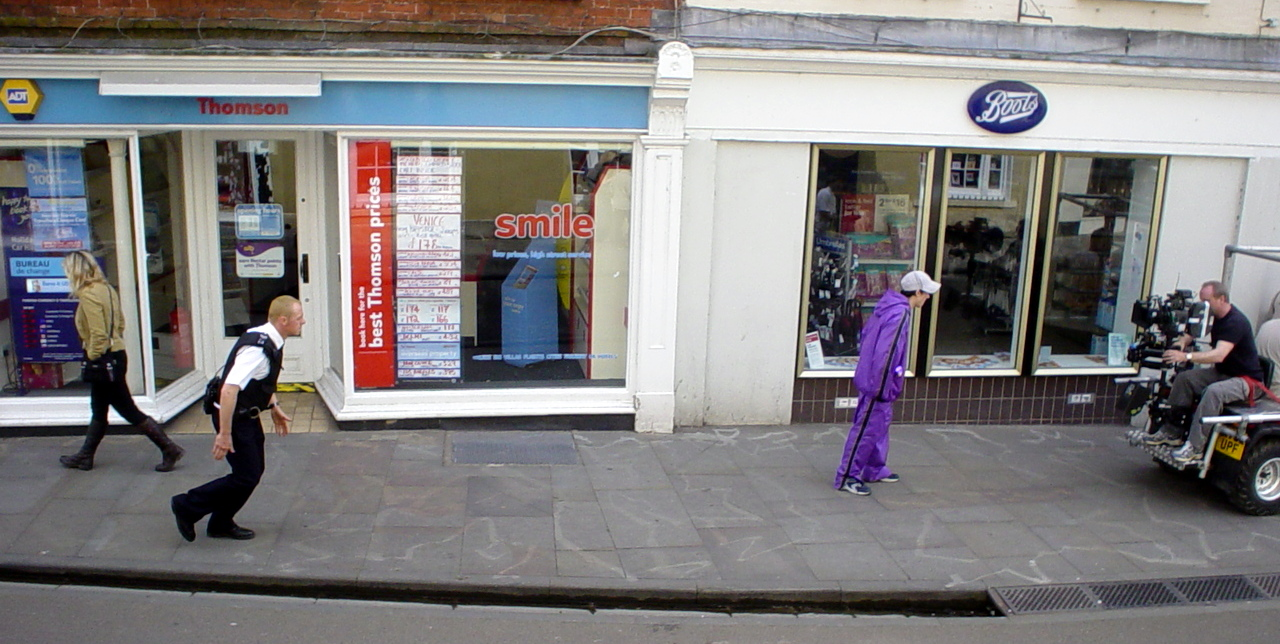
Simon Pegg na cena em que o policial Angel persegue um ladrão de roupa esportiva púrpura

Durante o segundo semestre de 2005, a produção procurou muitas cidades do sudoeste da Inglaterra buscando por locações apropriadas. Stow-on-the-Wold foi considerada, dentre outras, mas depois a produção preferiu Wells em Somerset, cidade natal de Wright como ele desejava: "Eu amo aqui mas também quero o lixo daqui". A Catedral de Wells foi pintada digitalmente em todas as cenas da cidade, pois Wright queria a Igreja de St. Cuthbert como a construção central da fictícia cidade de Sandford. Contudo, o Palácio do Bispo pode ser visto em algumas tomadas. As filmagens aconteceram também em Hendon Police College, incluindo a pista de atletismo e de aulas de trânsito. Quando atuavam com seus uniformes policiais, Pegg e Frost foram várias vezes confundidos com policiais reais e ouviram pedidos de informações.</ref>«Best Buddy Cop Movies - A Celebration - Sky Movies HD». Movies.sky.com. Consultado em 18 de agosto de 2012. Arquivado do original em 4 de novembro de 2011</ref> As filmagens começaram em 19 de março de 2006 e duraram onze semanas.

### Homenagens
Wright disse que Hot Fuzz trazia elementos de seu filme amador Dead Right, que descreveu como "Lethal Weapon ambientado em Somerset" e "um Dirty Harry em Somerset". Ele usou mesmas locações em ambos os filmes, incluindo a do Supermercado Somerfield, onde trabalhara como empilhador. Na cena quando Angel é atirado numa pilha de produtos, uma cópia de DVD de Shaun of the Dead pode ser vista, com o título Festa dos Zumbis em inglês, por ter sido esse nome em espanhol e português. Há outras referências a Shaun of the Dead.
Em outra cena, Angel quer perseguir o ladrão vestido em roupa esportiva por um jardim com sebes mas Danny reluta. Angel diz "Qual o problema, Danny? Você nunca procurou um atalho antes?" Ele sorri arrogante antes de pular por três sebes (de acordo com os comentários do DVD, Pegg realizou os três primeiros saltos e um dublê fez a pirueta no quarto). Quando foi a vez de Danny, ele tropeça e cai no chão. A cena é quase idêntica a outra de Shaun of the Dead, incluindo a gag da queda (em Shaun of the Dead, contudo, é o personagem de Pegg ao invés do de  Frost). O comentário no DVD diz que Frost propositadamente olha para a câmera após a queda, para mostrar que ele mesmo havia realizado a ação.
Os personagens de Frost (Danny em Hot Fuzz, Ed em Shaun of the Dead) gostam de sorvetes Cornetto.
Várias cenas de Hot Fuzz mostram capas de DVD tais como Supercop e cenas de Point Break e Bad Boys II. Wright revelou que teve que pedir permissão para todos os atores e aos dublês, inclusive, para usar os trechos e as capas de DVD, pagando direitos aos respectivos estúdios. O filme parodia clichês dos filmes de ação. Sobre o fetiche por armas nesses filmes Pegg diz "Homens não podem fazer aquelas coisas, que é a maior conquista da humanidade, que é respeitar outro ser humano, mas daí nós fizemos a nossa própria versão de pênis jogando peças de metal e fogo nas cabeças das pessoas... Nossa vez de agarrar as armas e disparar fogo nas caras dos outros". Apesar disso, Pegg assegura que o filme não desrespeita o gênero, que "Não é por ser paródia que nós não apreciamos o material. Porque nós os assistimos ". O filme também inclui referências a The Wicker Man, em que Edward Woodward interpreta um policial durão da lei e ordem.

### Efeitos
Para ilustrar a destruição da mansão como resultado de uma explosão de gás, canos de gás foram usados na frente da construção para criar bolas de fogos em larga escala. Uma labareda parece engolfar a câmera, e para conseguir os efeitos, foram usados disparos de gás numa parede preta que descia em direção a câmara. Quanto a cena de tiroteio em alta velocidade, chamas saem do chão. Para uma das finais, quando a delegacia é destruída por uma explosão, parte do efeito foi feito utilizando-se um modelo que mostrava as janelas sendo destruídas, enquanto o prédio permanecia intacto. A destruição toda foi num modelo em miniatura da delegacia.
Assim como em Shaun of the Dead, sangue e víceras são proeminentes no filme. O supervisor dos efeitos especiais Richard Briscoe revelou porque o uso de grandes quantidades de sangue: "De muitas maneiras, ao exagerar, as pessoas sabem que é estilizado e percebem o humor inerente e quão é ridículo. É como o Cavaleiro Negro desmembrado em Monty Python's Holy Grail ". A cena mais sangrenta é a de um pedaço de uma igreja esmagando a cabeça de um personagem. Um manequim foi usado na frente de uma tela verde e a cabeça foi detonada no momento em que o objeto caia em cima do corpo. No filme, muitos tiros de metralhadora foram ampliados digitalmente; Briscoe argumenta "No tiroteio na praça da cidade, por exemplo, muitos extras aparecem por toda parte, daí pudemos sentir que nosso herói tinha tudo em volta dele. Foi uma grande demonstração de como algo trivial pode fazer diferença quando combinado com as filmagens."

## Trama
Nicholas Angel, um sargento da Polícia Metropolitana recentemente promovido, é transferido para a cidade rural de Sandford, por ser muito excepcional. 
Angel prende Danny Butterman por dirigir embriagado, mas depois descobre que ele é filho do inspetor Frank Butterman e também um policial. Angel fica frustrado com a mundanidade da vila, com os colegas incompetentes de delegacia, e com a priorização da Neighbourhood Watch Alliance (NWA) de estatísticas baixas de criminalidade em detrimento da aplicação da lei. 
Angel e Danny param os dois atores principais de uma produção local de Romeu e Julieta por excesso de velocidade. Uma figura encapuzada mais tarde assassina os atores, e suas mortes são encenadas como um acidente de carro; apenas Angel suspeita de crime.
Angel e Danny descobrem um estoque ilegal de armas, incluindo uma antiga mina marítima, e confiscam de um morador local. Angel se aproxima de Danny e, juntos, eles assistem a filmes de ação na casa de Danny. Naquela noite, uma figura encapuzada ataca George Merchant, um rico construtor de terras, em sua casa, e o mata em uma explosão de gás. Angel suspeita que as mortes estejam conectadas a um recente acordo imobiliário.
Tim Messenger, um jornalista local, aborda Angel em uma festa da vila, alegando ter informações. No entanto, uma figura encapuzada mata Messenger ao desalojar alvenaria da torre da igreja. Angel descobre com Leslie Tiller, a florista da vila, sobre seus planos de vender suas terras para os parceiros de negócios de Merchant. Enquanto Angel recupera seu caderno, uma figura encapuzada assassina Tiller com sua tesoura de jardim. Angel persegue o assassino, mas sem sucesso. Angel suspeita de Simon Skinner, um gerente de supermercado, pois o acordo imobiliário teria construído um supermercado rival, mas Skinner tem um álibi.
Após supor que há vários assassinos, Angel é atacado em seu quarto de hotel por Michael "Lurch" Armstrong, um funcionário de Skinner. Ele o incapacita e descobre uma reunião secreta da NWA no Castelo de Sandford. A NWA, liderada por Frank, revela que eles cometeram os assassinatos e os encenaram como acidentes porque cada vítima ameaçava as chances de Sandford de ganhar o prêmio de "Vila do Ano". Irene, a falecida esposa de Frank e mãe de Danny, fez de tudo para ajudar Sandford a ganhar a primeira competição, mas viajantes se mudaram e arruinaram suas chances na noite anterior à chegada dos juízes, levando-a ao suicídio. Desde então, Frank prometeu ajudar Sandford a ganhar o prêmio de Vila do Ano todos os anos, custe o que custar. 
Angel foge, mas tropeça nas catacumbas do castelo, descobrindo os cadáveres das vítimas da NWA, algumas das quais Angel ajudou a prender ou interrogar. Danny aparece de repente e finge assassinar Angel e, fingindo se livrar dele, sem sucesso o incentiva a retornar a Londres para sua própria segurança. Após se armar com as armas confiscadas, Angel e Danny se envolvem em um tiroteio com a NWA. Quando Frank ordena que os outros policiais os prendam, a dupla os convence com sucesso da cumplicidade de Frank.
Frank foge, e os policiais cercam o supermercado, com Skinner escapando em um carro da polícia com Frank. Depois que Angel e Danny envolvem os infratores em uma perseguição em alta velocidade e tiroteio, Angel encurrala Skinner na vila modelo de Sandford . Após uma briga, Skinner é empalado em uma torre de igreja em miniatura. Frank tenta escapar no carro de Angel, mas um cisne que a dupla havia recapturado antes o ataca. Os antigos superiores de Angel pedem que ele retorne a Londres, pois a taxa de criminalidade aumentou muito em sua ausência, mas Angel recusa e opta por permanecer em Sandford.
Enquanto os policiais estão revisando a papelada das muitas prisões, Tom Weaver, o último membro da NWA, entra na delegacia empunhando um bacamarte . Ele atira em Angel, mas Danny leva a bala. Na luta resultante, Weaver acidentalmente ativa a mina marítima, matando-se e destruindo a delegacia. Um ano depois, Angel foi promovido a inspetor e Danny, tendo sobrevivido, foi promovido a sargento. Depois de visitar o túmulo de Irene, os dois dirigem para a próxima cena do crime.

## Trilha Sonora
O álbum Hot Fuzz: Music from the Motion Picture foi lançado em 19 de fevereiro de 2007 no Reino Unido, e em 187 de abril de 2007 nos Estados Unidos e Canadá. O britânico contém 22 faixas e os americanos, 14. O compositor foi David Arnold, que trabalhava na série de James Bond desde 1997. De acordo com comentários no DVD, as cenas em que Nicholas Angel vai a uma loja quando deixa Sandford e volta a delegacia, se armando para o tiroteio final (faixa "Avenging Angel"), foi composta por Robert Rodríguez, que não assistira o resto do filme quando a escrevia.
Outras músicas do filme são um mix das décadas de 1960 e 1970 das bandas de rock britânico (The Kinks, T. Rex, The Move, The Sweet, The Troggs, Arthur Brown, Cloud 69, Cozy Powell, Dire Straits), New Wave (Adam Ant, XTC) e a banda independente The Fratellis. O disco extrai diálogos de Pegg, Frost e outros personagens, a maioria acompanhada de músicas. A seleção das músicas inclui temas policiais como Supergrass' "Caught by the Fuzz" assim como "Here Come the Fuzz", especialmente compostas para o filme por Jon Spencer's Blues Explosion.